# Polizeiruf 110: Feuer!
Feuer! ist ein deutscher Kriminalfilm von Maria Knilli aus dem Jahr 1997. Der Fernsehfilm erschien als 195. Folge der Filmreihe Polizeiruf 110.

## Handlung
Im Antiquariat von Buchhändler Anders geht eine Bombe hoch; Anders’ Sohn Jens sieht seinen Vater im Laden sterben und befindet sich seitdem bei Dr. Silvia Jansen in psychiatrischer Behandlung. Seit dem Vorfall sind elf Monate vergangen; vier weitere Male hat es in Nürnberg seither gebrannt, darunter im Arbeitsamt und im Bundesversicherungshochhaus. Die Polizei kommt immer zu spät. Es scheint sich ein Muster hinter den Taten abzuzeichnen, so wird die Dauer zwischen den Anschlägen immer um die Hälfte kürzer. Da in wenigen Tagen ein weiterer Anschlag zu befürchten ist, bittet Kommissar Maiwald Silvia um Hilfe, da der Täter möglicherweise psychisch krank ist. Silvia jedoch lehnt eine Zusammenarbeit ab, da sie „nur“ Psychiaterin sei.
Jens’ Mutter Barbara lässt in ihr Haus den Astrologen Werner Krämer einziehen, der sich „Nikodemus“ nennt. Jens lehnt Nikodemus ab und auch Silvia ist gegen den Einzug, weil Jens den Tod des Vaters noch nicht verwunden hat. Immer wieder glaubt er, Feuer zu sehen. Als er Silvia gesteht, als Kind heimlich den Weihnachtsbaum angezündet und dabei Freude empfunden zu haben, sowie kurz vor dem Tod des Vaters gespürt zu haben, dass ihm etwas zustoßen wird, ahnt Silvia, dass auch er der Täter sein könnte. Sie bietet der Polizei nun eine Zusammenarbeit an, nur um zu erfahren, dass Maiwald den echten Täter bereits gefasst hat. Ein anonymer Anrufer hatte eine Lösegeldforderung gestellt und Maiwald den Mann bei der Geldübergabe gestellt. Silvia berichtet Maiwald nun von ihrem – unbegründeten – Verdacht gegen Jens. Erst anschließend erfährt Maiwald, dass es sich bei dem Verhafteten nur um einen Trittbrettfahrer handelte. Maiwald will nun Jens festnehmen, doch bedingt sich Silvia zwei Therapiestunden aus, um Jens zum Reden zu bringen. Ihr Versuch bleibt erfolglos. In der Polizeidatenbank ist Nikodemus wiederum als Versicherungsbetrüger und Brandstifter geführt. Maiwald nimmt ihn fest. Weil Barbara Jens deutlich macht, dass sie Nikodemus liebt, geht er zur Polizei und belastet sich selbst als Täter, kann jedoch im Verhör keine korrekten Angaben zum Tathergang machen. Erst später fällt ihm beim Scrabble-Buchstabenlegen auf, dass die Tatorte mit den Buchstaben B-A-R-B-A anfangen, also nur noch R und A fehlen, um den Namen seiner Mutter zu ergeben. Er teilt seine Erkenntnis Maiwald mit und belastet Nikodemus; Maiwald schenkt ihm jedoch nur wenig Beachtung.
Auf Nikodemus’ Betreiben hin veranlasst Barbara Jens’ Einweisung in die Psychiatrie. Jens kann fliehen; in derselben Nacht brennt es im Rathaus und Maiwald erkennt, dass Jens mit seiner Vermutung recht hat. Jens bleibt verschwunden, doch findet ihn Silvia in einem Wohnwagen der Familie und bringt ihn bei sich unter. Nikodemus verrät den Wohnwagenaufenthalt Jens’ an die Polizei, die im nun leeren Wagen Komponenten der Bomben findet, die bei den Anschlägen genutzt wurden. Silvia erkennt unterdessen, dass die Anschlagsorte das Muster des Sternzeichens Skorpion ergeben und der letzte fehlende Punkt – A – genau das Haus der Familie Anders zeigt. Sie eilt mit Jens zum Haus, wo Nikodemus inzwischen eine Bombe platziert und Barbara gefesselt hat. Jens und Silvia werden von ihm überwältigt. Maiwald hat unterdessen erfahren, dass Jens’ Vater Peter Anders und Nikodemus einst Schulfreunde waren, die beide in Barbara verliebt waren; nach einem handfesten Streit wurde Nikodemus damals von der Schule verwiesen und Peter heiratete später Barbara. Die Polizei begibt sich zum Haus der Familie Anders, wo Nikodemus unterdessen die Taten zugibt. Er habe alles seit Jahren geplant, Peter getötet und Jens zu einem psychischen Wrack gemacht, um Barbara am Ende doch zu bekommen. Die Polizei erscheint. Maiwald schlägt Nikodemus nieder; die Bombe geht hoch und das Haus steht in Flammen. Maiwald rettet Silvia, während Jens seine Mutter rettet und so die Schuldgefühle verlieren kann, weil er seinem Vater nicht helfen konnte. Eine zweite Explosion im Haus verhindert, dass die Feuerwehr Nikodemus aus den Flammen holen kann, er kommt um.

## Produktion
Feuer! beruht auf dem Jugendbuch Feuerball von Klaus-Peter Wolf, der auch das Drehbuch des Films schrieb. Der Film wurde in Nürnberg, darunter am Rathaus und im Polizeipräsidium, gedreht. Die Kostüme des Films schuf Monika Grube, die Filmbauten stammen von Su Pröbster. Der Film erlebte am 30. November 1997 auf dem Ersten seine Fernsehpremiere. Die Zuschauerbeteiligung lag bei 15,3 Prozent.
Es war die 195. Folge der Filmreihe Polizeiruf 110. Silvia Jansen ermittelte in ihrem 2. Fall.

## Kritik
„Eine wirre Dramaturgie und einfallslose Dialoge verderben die Spannung“, schrieb die TV Spielfilm. „Die Story sollte wohl spektakulär sein, paßte aber nicht ins Frankenland, sondern schien bei zweitklassigen Psychopathen-Movies aus Hollywood abgekupfert“, befand die Leipziger Volkszeitung und ergänzte, dass der Film „ein mit allerlei astrologischem und psychologischem Schnickschnack aufgeblasenes Scrabbelspiel bar jeder Spannung“ blieb.
Die Sächsische Zeitung nannte Feuer! „wie Lindenstraße mit Pistolen“. Die Süddeutsche Zeitung kritisierte vor allem die Zeichnung der Hauptfigur: „Das Heldenepos um eine tapfere Psychologin, die immer nur Rat gibt, aber nie den Rat anderer einholen muß, die in nahezu autistischer Einsamkeit auf Spurensuche geht und den Fall löst, erschöpft sich […] in Posen und im Pathos“.